# توم بوراس
توم بوراس (بالإنجليزية: Tom Porras)‏ هو لاعب كرة قدم أمريكية ولاعب كرة القدم الكندية أمريكي، ولد في 28 مارس 1958 في أوكسنارد في الولايات المتحدة.